# 伊東忍 (ミュージシャン)
伊東忍（いとう しのぶ）は日本の神奈川県大磯生まれでニューヨーク在住のジャズ・ギタリスト、作曲家。

## 略歴

### 初渡米前
小学生時代からアメリカのポップソングの持つ明るさに魅了されレコード収集を始め、12歳から父親のギターレッスンを受ける。
中学時代にポップグループを組み、文化祭や街のイヴェント等で演奏し、高校では軽音楽部に所属，ウエス・モンゴメリーを聴きジャズギターに興味をもつ。大学時代は東海大学ジャズ研究会に所属。
ジャズ・ギタリスト潮先郁夫(1933-2024)に師事し、クラブ出演やヤマハ音楽院での講師の代理を引き受けながら、スタジオ録音、TV出演などでギタリストとして活動開始。

### 初渡米
1975年の初渡米でロサンゼルスへ。アメリカの文化、風土に大きな衝撃を受け永住を決意。秋吉敏子よりジャズをやるならと強くニューヨーク行きを勧められる。ロサンゼルスに半年滞在後一旦帰国し、ジャズボーカリストの木村芳子(1945 -1977)グループに1976年10月からバンドが解散となる翌年7月まで在籍。その間テテ・モントリュー、スタンリー・バンクス、ビル・ライケンバック、ロニー・フォースター、峰厚介、中村誠一、向井滋春、土岐英史、植松孝夫等とセッションしながらコンサートやスタジオ録音などで活動する。この頃、小曽根実オルガントリオの演奏メンバーであった潮先の代理を時折務めながら、地方での小曽根実のオルガンコンサートなどにも参加。1977年 スイング・ジャーナルギター部門の人気投票に初めて選出されるが、この年の8月、ロサンゼルス経由でニューヨークへ。

### ニューヨーク移住後
1978年 ニューヨークでは最初は主に、レジー・ワークマンが音楽監督を務めるビッグ・バンドのメンバーとしてロビン・ユーバンクス等とブルックリンにあるミューズ音楽院主催のコンサートなどに出演。
同年、中村照夫 & ライジング・サンのギタリストとして参加し、当時在籍していたボブ・ミンツァー等とニューヨークやニュージャージー周辺のクラブで活動。また、リッキー・フォードとのセッションや当時ニューヨークに滞在していた中村誠一のグループでも活動。
また T.M.スティーブンス、カイル・ヒックス、ジーン・ウイリアムスをメンバーとする自己のフュージョン・グループを初めに、何度かグループを結成して、Blue Note、55 Bar、Angry Squire、Pat's、Eric などに出演。
この間にも、バレリー・ポモマレフ（英語: Valery Ponomarev）、ロニー・プラキシコ、エディー・ヘンダーソン（英語: Eddie Henderson）、ロニー・スミス、ケニー・デイビス（英語: Kenny Davis）、ジェフ・ウイリアム（英語: Jeff Williams）等多くのミュージシャンと共演。
また当時ベルギーから来ていたピアニスト、アレンジャーのクリス・デフォート（英語: Kris Defoort）の結成した10ピース・バンドの録音にマイク・フォーマネック、ビンセント・へリング（英語: Vincent Herring）、ジュディー・ニーマック（英語: Judy Niemack）等と共に参加。
1988年 オリジナル曲『In Love For Keeps』がビルボード誌のソングコンテストに入選し、カナダの出版社と契約を結ぶ。
1991年 初リーダー作『セイリング・ローリング』を発表。メンバーはトム・ハレル（英語: Tom Harrell）、ダニー・ゴットリーブ，マーク・ソスキン（英語: Mark Soskin）、ゲイリー・キング（英語: Gary King）他。このCDは雑誌スイングジャーナル Contemporary Jazz Top Chart の10位に選ばれる。
またこの頃より演奏場所をブルックリンに移し、地元のミュージシャンを中心にアントニオ・ハート（英語: Antonio Hart），マーク・シム（英語: Mark Shim）、ビンセント・へリング、アルベスター・ガーネット（英語: Alvester Garnett）、ロドニー・グリーン、ケンヤッタ・ビーズリー、レスター・ボウイ、ティム・ペリーマン等若手から熟練まで、多くのミュージシャンと共演。
1997年、エリック・ワイアットのデビュー作『God Son』をプロデュ-ス。同時に録音にも参加。メンバーはダン・コステルニック、マーク・ソスキン、ルーファス・リード（英語: Rufus Reid）、アル・フォスター他。
またこの年、ATN 出版社から、サックス奏者ジム・スナイデロのジャズ教則本『Jazz Conception シリーズ』の翻訳を手がける。
2002年 JAZZBANK より1991年六本木 Pit Innでのライブ録音 CD『ONE LIFE TO LIVE』を発表。メンバーは島健，土岐英史、高水健司、渡嘉敷祐一、南部昌江。
2002年6月、カナダのモントリオール国際ジャズフェスティバルに、ギタリスト川崎燎とのデュオで出演。
2003年 JAZZBANK よりCD『A TRIBUTE TO BADEN POWELL AND ANTONIO LAURO』を発表。

### 東京―ニューヨーク往復時期
2005年より3年間洗足学園音楽大学ジャズ科の講師を務めるため頻繁に日米を往復。中村誠一とのニューヨークでのデュオ録音『SERENATA / セレナータ』を発表。
2006年、自己の率いるグループ「RAMONADA」が代官山に開店したクラブ 「CANDY」のオープニングレセプションを務めその後最多出演バンドとして記録を残す。またこの年2006年、クラッシックギターでのデュオ CD『MUSICA PARA ENAMORADOS /ラモナーダ』を JAZZBANK より発表。

### 再びニューヨーク中心の生活へ
2009年、再びニューヨークに生活の基盤を戻し、現在に至るまで、クラブやシアターミュージックなどを中心に活動中。その後以下４枚のCDをリリース。
- LIVE AT CANDY (2013)
- MIDNIGHT SESSION (2019)
- LEGENDARY LIVE (2020)
- MONOCHROME BLUE (2023)[9]

## ディスコグラフィ

### リーダー作品
- SAILING ROLLING / セイリング・ローリング (クラウンレコード/1991)
- ONE LIFE TO LIVE (JAZZBANK/2001)
- A TRIBUTE TO BADEN POWELL and ANTONIO LAURO / バーデン・パウエルとアントニオ・ラウロに捧ぐ(JAZZBANK/2002)
- SERENATA / セレナータ /中村誠一とのデュオ・アルバム (JAZZBANK/2005)
- MUSICA PARA ENAMORADOS /ラモナーダ (JAZZBANK/2006)
- LIVE AT CANDY (Costa del Sol/2013)
- MIDNIGHT SESSION (Costa del Sol/2019)
- LEGENDARY LIVE (Costa del Sol/2020)
- MONOCHROME BLUE (Costa del Sol/2023)

### サイドマン＆プロデューサーとして
- P.S. I LOVE YOU by Tsuyoshi Yamamoto (東芝EMI/1980)
- GOD SON by Eric Wyatt (キングレコード/1997)
- SERENATA / セレナータ /中村誠一とのデュオ・アルバム (JAZZBANK/2005)